# Horch 10
De Horch 10 was een personenauto uit de hogere middenklasse die door de Duitse autoconstructeur Horchwerke AG in 1922 als eerste nieuw model na de Eerste Wereldoorlog op de markt gebracht werd.

## Modellen

### 10M20 (10/35 PS)
De Horch 10M20 werd op 23 september 1921 voorgesteld op het Autosalon van Berlijn. De wagen werd aangeboden als toerwagen met vier zitplaatsen en als coupé.
De wagen had een nieuwe 2,6-liter viercilinder zijklepmotor met een vermogen van 35 pk, ontworpen door Arnold Zoller. Deze motor dreef de achterwielen aan via een handgeschakelde vierversnellingsbak met een schakelhendel in het midden van de auto.
Het chassis van de 10M20 bestond uit U-profielen en had bladgeveerde starre assen voor- en achteraan en een traditioneel remsysteem dat werkte op de achteras (bedrijfsrem) en op de transmissie-as (handrem).
De productie van de 10M20 liep tot december 1924. Er werden 930 personenwagens en 100 bestelwagens gebouwd.

### 10M25 (10/50 PS)
De Horch 10M25 werd vanaf 1924 aangeboden als toerwagen, vierdeurs sedan, vierdeurs limousine en vierdeurs cabriolet. De auto werd uitsluitend in een zespersoonsversie geleverd. De 10M25 was de eerste Duitse auto met trommelremmen op de vier wielen. De radiator bevatte een logo met een kroon die op de bovenzijde van de radiator geplaatst was. Dit zou het nieuwe logo van Horch worden.
In juli 1923 werd Paul Daimler hoofdontwerper bij Argus Motoren Gesellschaft, waarvan de eigenaar Moritz Strauss ook de meerderheid van de aandelen in Horchwerke AG bezat. Daimler reviseerde de 2,6-liter motor en ontwierp een bovenliggende nokkenas die aangedreven werd door een koningsas. Met deze wijzigingen leverde de motor voortaan 50 pk.
In de twee jaar dat de 10M25 aangeboden werd was het de enige Horch op de prijslijst. De productie eindigde in 1926, na 2330 exemplaren. In datzelfde jaar werd de Horch 10 opgevolgd door de Horch 8-modelreeks met achtcilindermotoren.

## Motoren
| Model            | Motor     | Motor            | Motor    | Overbrenging  | Topsnelheid | Jaartal   |
| Model            | Inhoud    | Cilinders        | Vermogen | Overbrenging  | Topsnelheid | Jaartal   |
| ---------------- | --------- | ---------------- | -------- | ------------- | ----------- | --------- |
| 10M20 (10/35 PS) | 2.612 cm³ | 4-in-lijn L-head | 35 pk    | manuele 4-bak | 80 km/u     | 1922-1924 |
| 10M25 (10/50 PS) | 2.612 cm³ | 4-in-lijn SOHC   | 50 pk    | manuele 4-bak | 100 km/u    | 1924-1926 |